# Was soll aus dem Jungen bloß werden? Oder: Irgendwas mit Büchern
Was soll aus dem Jungen bloß werden? Oder: Irgendwas mit Büchern ist eine autobiographische Skizze von Heinrich Böll, die im September 1981 im Lamuv Verlag in Merten erschien. Zuvor war das Werk auszugsweise mehrfach publiziert worden, zum Beispiel am 18. April desselben Jahres unter dem Titel Den Nazis verdanke ich mein Abitur in der F.A.Z.
Böll, Jahrgang 1917, schreibt über seine „Nazischuljahre“ zwischen 1933 und 1937.

## Inhalt
Vor dem Abitur erlangt Heinrich Böll die „mittlere Reife“. Der Vater, ein Mann mit Volksschulbildung, will ihn „in eine Lehre stecken“. Daheim geht es „kleinbürgerlich“ zu. Dabei gehört die Familie nicht so richtig dem Kleinbürgertum an. Böll schildert sie als Gemenge aus „Bohème“ und Proletariat. Ganz besonders ist die Familie Böll katholisch. Jedenfalls, Heinrich darf seinen geheimsten Wunschtraum – er will Schriftsteller werden – in der Schule weiterträumen. Obwohl er sich streckenweise langweilt, lernt er gern. Überdies kann er sich in der Schule am besten vor den Nazis verkriechen. Aber Heinrich ist überzeugt, einem kommenden Krieg kann er keinesfalls entgehen. Bereits „nach der Rheinlandbesetzung 1936“ gelten die Gymnasiasten für manchen Lehrer als „Morituri“. Der Gedanke an eine Emigration liegt völlig außerhalb der Vorstellungswelt der Familie Böll.
Der Schuldirektor bittet seine Zöglinge unter vier Augen um Eintritt in die HJ oder dann in die SA, stellt jedoch später seine Werbekampagne ein. Der Familie Böll wird aber von anderer Seite nahegelegt, mindestens einer sollte der SA beitreten. Heinrichs Bruder Alois wird im Familienkreis überredet.
Heinrichs Lieblingsfächer sind Geschichte, Latein und Mathematik. Die bange Frage Was soll aus dem Jungen bloß werden? – ab und zu in der Familie gestellt – beantwortet Heinrich selber: Kein Theologe. Der junge Katholik Heinrich hält überhaupt nichts vom Zölibat. Gelegentlich versucht sich der Gymnasiast als „Lehrer“; gibt einem Jungen Nachhilfestunden in Mathematik und Latein.
Heinrich will nichts von den Nazis und ihren „Freizeitbeschäftigungen“ wissen. Er flüchtet sich in die Rolle eines „Sonderlings“, eines „Außenseiters“. Gemeint ist das Studium der Literatur. Titel von Bergengruen, Gertrud von le Fort und Barbusse gehören mit zu seiner bevorzugten Lektüre. Die Antwort auf die oben angeführte bange Frage nimmt langsam in der nunmehr doch ernstlich besorgten Familie Böll Gestalt an: Irgendwas mit Büchern.
Heinrich beschaut sich zunächst in den Ferien die Welt. Jesse Owens, ganz „ungermanischer“ Katholik, zeigt nach den Olympischen Spielen in einem Kölner Stadion auch für Heinrich ein paar seiner leichtathletischen Glanznummern. Und außerdem – die vielen romanischen Kirchen in Köln sind dem jungen Böll lieber als der Kölner Dom. Heinrich radelt nach der Kirchentour rheinab, rheinauf am Ufer entlang, kommt bis an den Main, strampelt hinauf bis nach Bamberg an der Regnitz und sucht in der alten fränkischen Bischofsstadt seinen kaiserlichen Namensvetter Heinrich II. auf.
Um 1938 gewöhnt sich Heinrich an Pervitin und kann sich erst mitten im Kriege von der Sucht heilen.

## Widmung
Auf Seite 5 der Quelle steht: „Für Samay, Sara und Boris“. Das sind Enkelkinder Heinrich Bölls.

## Rezeption
- Das Buch sei „eine exemplarische Studie über Moral, List und Versagen“.[5]
- Sander weist in ihrer Untersuchung dieses „autobiographischen Rückblicks“ darauf hin, dass Hitler in der Familie Böll bereits 1933 durchschaut wurde und nennt als Beispiel für den „Lektüre-Eskapismus“ des Jugendlichen Heinrich Böll seine Auseinandersetzung mit den Schriften von Léon Bloy.[6]
- Herlyn hebt die aus dem Text sprechende „unzerstörbare Hoffnung“ des jungen Böll „auf eine neue Gesellschaft“ nach den Nazis hervor.[7]
- Heinrich Böll hatte sich über Reich-Ranickis Besprechung des 1979 erschienenen Romans „Fürsorgliche Belagerung“ sehr geärgert. Nach seiner schweren Operation Ende 1979 konnte Böll 1980 kaum noch arbeiten. In dieser komplizierten Situation brachte ihn ausgerechnet Reich-Ranicki wieder an den Schreibtisch. Der Kritiker hatte den Literatur-Nobelpreisträger gebeten, doch etwas über seine Schulzeit im Dritten Reich zu schreiben.[8]
- Nach Reid kann der Schriftsteller Böll besser verstanden werden, nachdem studiert wurde, was der Gymnasiast Böll für Lektüre bevorzugte.[9]
- Zum SA-Beitritt des Alois Böll:[10] Bereits 1964 verwendet Böll in „Entfernung von der Truppe“ das Motiv „einer muss der Dumme sein“. Dort soll einer aus der Familie Bechtold der SA beitreten. Schließlich lässt sich der Protagonist Schmölder zu dem verhängnisvollen Schritt überreden.
- Zum Besuch Heinrich Bölls bei Friedrich Wilhelm Bautz: GROSCHE, Robert. In: Biographisch-Bibliographisches Kirchenlexikon (BBKL). Band 2, Bautz, Hamm 1990, ISBN 3-88309-032-8, Sp. 357–358 (Artikel/Artikelanfang im Internet-Archive).:[11] Obwohl in dieser kleinen Autobiographie Grosche von Böll in Vochem bei Brühl aufgesucht wird, erinnert die Szene an „Als der Krieg zu Ende war“ (1962). Dort sucht der Ich-Erzähler einen alten Theologieprofessor in Bonn auf.